# Josep Parellada i Faura
Josep Parellada i Faura (Barcelona (Barcelonès), 26 de març, 1872 - idem. 23 de desembre, 1942), fou un jurista i publicista català.
Va seguir la carrera de lleis a la universitat barcelonina, alternant els estudis amb treballs periodístics. El 1895 va ser director de La Llanterna de Gràcia (Barcelona), i el 1896 d'El Eco, de la mateixa localitat. Catòlic convençut i polemista per temperament, els seus primers èxits periodístics el van introduir a buscar un camp d'acció més eficaç i dilatat, ingressant en 1894 a la redacció de El Diario Catalán, òrgan de l'integrisme a Barcelona, on va figurar fins al 1900, lliurant enèrgiques campanyes contra l'heterodòxia i, en especial, contra la maçoneria.
Després del desastre colonial, Parellada i Faura, amb els documents que li va facilitar l'antic rector de Tondo (Filipines), i amb altres que ja posseïa, va publicar La Masoneria ante la Iglesia (Barcelona, 1897) i La gran traición (Barcelona, 1899), que contenen interessants documents per a la història de la pèrdua de les colònies espanyoles d'ultramar.
El 1906 va ser nomenat secretari de la Junta Diocesana d'Acció Catòlica, de la qual va passar a ser vicepresident el 1915. En aquesta entitat va treballar a totes les campanyes d'acció catòlica empreses a Barcelona contra els projectes atemptatoris a la llibertat de les consciències que els Governs d'aquella època van formular amb els títols de lleis d'Associacions, del Candado i de reformes del Concordat. No hi va haver míting ni assemblea on Parellada i Faura no deixés sentir la seva veu en defensa dels seus ideals, prenent part activa en la reorganització del tan famós, anomenat de Las Arenas, el 10 de gener de 1907.
Des del 1914 va viure dedicat al bufet d'advocat, i des del juliol del 1917 fins a la jubilació fou magistrat suplent de l'Audiència Territorial de Barcelona.